# Fortet Diana

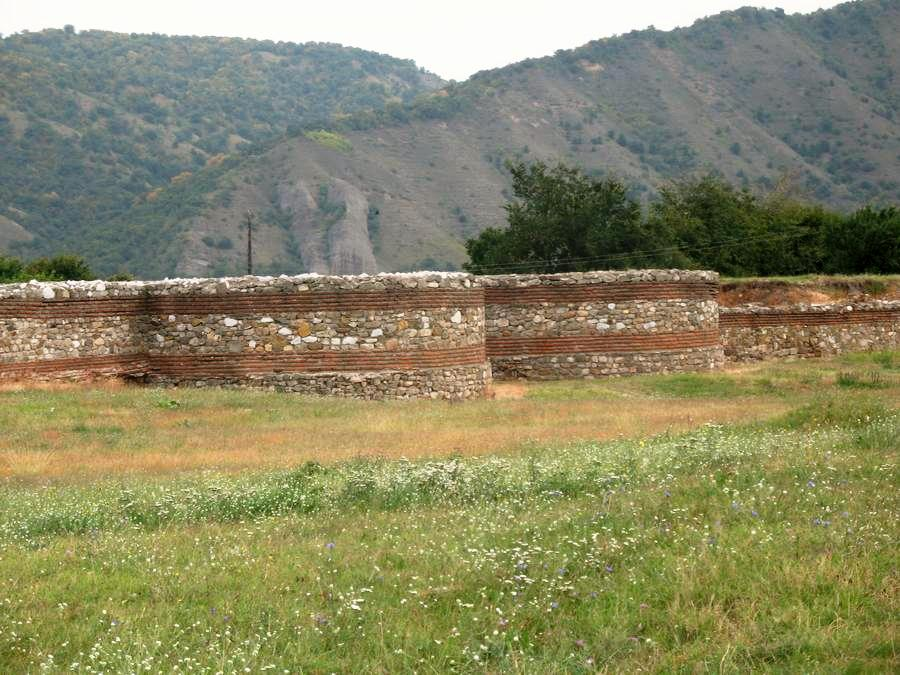
Fortet Diana

Fortet Diana är ett romerskt kastell som byggdes 100–101 e.Kr. i Kladovo, Serbien. Merparten av fästningen byggdes på ett strategiskt läge med utsikt över Donau under den romerske kejsaren Trajanus.